# Municipio de Roasting Ear
El municipio de Roasting Ear (en inglés: Roasting Ear Township) es un municipio ubicado en el condado de Stone en el estado estadounidense de Arkansas. En el año 2010 tenía una población de 149 habitantes y una densidad poblacional de 3,72 personas por km².

## Geografía
El municipio de Roasting Ear se encuentra ubicado en las coordenadas 35°56′39″N 92°17′25″O / 35.94417, -92.29028. Según la Oficina del Censo de los Estados Unidos, el municipio tiene una superficie total de 40.02 km², de la cual 40,02 km² corresponden a tierra firme y (0 %) 0 km² es agua.

## Demografía
Según el censo de 2010, había 149 personas residiendo en el municipio de Roasting Ear. La densidad de población era de 3,72 hab./km². De los 149 habitantes, el municipio de Roasting Ear estaba compuesto por el 95,97 % blancos, el 3,36 % eran amerindios y el 0,67 % eran de una mezcla de razas. Del total de la población el 0 % eran hispanos o latinos de cualquier raza.